# 伊豆急下田駅
伊豆急下田駅（いずきゅうしもだえき）は、静岡県下田市東本郷一丁目にある、伊豆急行伊豆急行線の駅である。駅番号はIZ16。駅長配置駅であり管理駅。同線の終着駅である。
静岡県内の鉄道駅では最も南に位置する。かつてはさらに南の石廊崎方面までの延伸が検討されていたが実現していない。和歌山線の下田駅（現・香芝駅）、青い森鉄道（旧・東北本線）の下田駅と区別するため、駅名に伊豆急が付く。

## 歴史
- 1961年（昭和36年）12月10日：開業。
- 1970年（昭和45年）3月17日：天皇、皇后による新御用邸（後の須崎御用邸）建設地視察に伴いお召し列車が初めて発着[2]。

## 駅構造
頭端式ホーム2面3線および留置線3本を有する地上駅。夜間滞泊設定駅である。

### のりば
| 番線    | 路線       | 方向 | 行先           |
| ------- | ---------- | ---- | -------------- |
| 1・2・3 | 伊豆急行線 | 上り | 伊東・熱海方面 |

### 構内
改札口と待合室は1番線ホームの近くにある。1・2番線の間には100系電車の車輪のモニュメントがある。改札口は出口専用と入口専用の2か所で、いずれも有人通路となっている。改札は列車の発車15分前に開始し、入口の上部のLED発車標に「改札中」と表示が出て案内放送も流れる。出口専用改札口は頭端部にあり、関所を模した形の門と黒船を模した形のラッチがある。
自動券売機とみどりの窓口が設置されており、みどりの窓口では伊豆急行線以外の他の私鉄や第三セクターに直通する区間や列車を除く全国のJR券を購入できるほか、みどりの窓口には液晶ディスプレイ式の指定席空席情報表示器も設置されている。SuicaおよびSuicaと相互利用可能なICカード（PASMO等）は、伊豆急行線内全駅で利用可能であり、当駅を含む一部の駅には簡易チャージ機も設置されている。自動改札機はないため、簡易改札機による対応となっている。

## 駅弁
伊豆急グループの伊豆急コミュニティーが販売する主な駅弁は下記の通り。
- 金目鯛の押寿司【匠の三種】
- 金目鯛の塩焼き弁当[4]
- あじずし
- あぶりさんまの棒寿司[5]

## 利用状況
- 2020年（令和2年）度の1日平均乗車人員は871人である。

近年の1日平均乗車人員の推移は以下の通りである。
| 年度               | 1日平均 乗車人員 | 出典     |
| ------------------ | ---------------- | -------- |
| 1993年（平成05年） | 3,854            | [ * 1 ]  |
| 1994年（平成06年） | 3,693            | [ * 2 ]  |
| 1995年（平成07年） | 3,334            | [ * 3 ]  |
| 1996年（平成08年） | 3,168            | [ * 4 ]  |
| 1997年（平成09年） | 2,575            | [ * 5 ]  |
| 1998年（平成10年） | 2,335            | [ * 6 ]  |
| 1999年（平成11年） | 2,152            | [ * 7 ]  |
| 2000年（平成12年） | 1,994            | [ * 8 ]  |
| 2001年（平成13年） | 1,856            | [ * 9 ]  |
| 2002年（平成14年） | 1,798            | [ * 10 ] |
| 2003年（平成15年） | 1,737            | [ * 11 ] |
| 2004年（平成16年） | 1,594            | [ * 12 ] |
| 2005年（平成17年） | 1,651            | [ * 13 ] |
| 2006年（平成18年） | 1,692            | [ * 14 ] |
| 2007年（平成19年） | 2,016            | [ * 15 ] |
| 2008年（平成20年） | 1,935            | [ * 16 ] |
| 2009年（平成21年） | 1,835            | [ * 17 ] |
| 2010年（平成22年） | 1,673            | [ * 18 ] |
| 2011年（平成23年） | 1,477            | [ * 19 ] |
| 2012年（平成24年） | 1,739            | [ * 20 ] |
| 2013年（平成25年） | 1,691            | [ * 21 ] |
| 2014年（平成26年） | 1,692            | [ * 22 ] |
| 2015年（平成27年） | 1,720            | [ * 23 ] |
| 2016年（平成28年） | 1,624            | [ * 24 ] |
| 2017年（平成29年） | 1,619            | [ * 25 ] |
| 2018年（平成30年） | 1,595            | [ * 26 ] |
| 2019年（令和元年） | 1,625            | [ * 27 ] |
| 2020年（令和02年） | 871              | [ * 28 ] |

## 駅周辺
- 下田市役所
- 下田市民文化会館
- 下田市立図書館
- 下田市立中央公民館
- 下田地区消防組合下田消防署
- 下田警察署
- 下田地方合同庁舎
- 下田税務署
- 下田市立下田小学校
- 下田市立下田中学校
- 静岡県立東部特別支援学校伊豆下田分校
- 下田郵便局
- 下田港
- 道の駅開国下田みなと
- 寝姿山
- 下田ロープウェイ
- 下田公園
- 須崎御用邸
- ペリーロード
- 了仙寺
- 長楽寺
- 宝福寺
  - 唐人お吉記念館
- 下田海中水族館
- 下田メディカルセンター
- 下田温泉
- JAふじ伊豆伊豆太陽地区本部
- マックスバリュ下田店
- 下田とうきゅう
  - しまむら
  - ダイソー
  - ノジマ
  - 眼鏡市場
  - モスバーガー

## バス路線
「下田駅」停留所にて、東海バス（下田営業所、松崎営業所）の路線が発着する。後退で入線するタイプのバスターミナルとなっている。
| のりば | 運行事業者 | 路線                           | 系統・行先                                               | 備考 |
| ------ | ---------- | ------------------------------ | -------------------------------------------------------- | --- |
| 1      | 東海バス   | 下田名所めぐり行き定期観光バス | 下田名所めぐり行き定期観光バス                           | 下田名所めぐり行き定期観光バス |
| 2      | 東海バス   | 板戸一色線                     | S31：下田メディカルセンター                              | 休日運休 |
| 2      | 東海バス   | 蓮台寺・大沢口線               | S35：下田メディカルセンター                              | 休日運休 |
| 2      | 東海バス   | 須崎・爪木崎線                 | S41：市民文化会館前                                      | |
| 2      | 東海バス   | 堀切線                         | S41・S47：市民文化会館前                                 | |
| 2      | 東海バス   | 田牛線                         | S57：田牛                                                | 下田市自主運行路線 |
| 3      | 東海バス   | 下賀茂・中木・子浦・伊浜線     | - S60：上賀茂 / 下賀茂 - S62：子浦 - S63：伊浜           | - 「S60」の上賀茂行きは1日1本運転。また、下賀茂行きの一部は南伊豆町自主運行路線（下田駅・下賀茂線） - 「S62」の一部は南伊豆町自主運行路線（下田・子浦線） - 「S63」の一部は南伊豆町自主運行路線（下田・伊浜線） |
| 3      | 東海バス   | マーガレット線                 | W60：堂ヶ島                                              | |
| 4      | 東海バス   | 休暇村・石廊崎線               | - S51：石廊崎港 - S53：石廊崎オーシャンパーク / 石廊崎港 | |
| 5      | 東海バス   | バサラ峠線                     | W40：松崎・堂ヶ島                                        | |
| 6      | 東海バス   | 蓮台寺・大沢口線               | S35：蓮台寺・大沢口                                      | |
| 6      | 東海バス   | 休暇村・石廊崎線               | S53：蓮台寺                                              | |
| 6      | 東海バス   | 下賀茂・中木・子浦・伊浜線     | S63・S64：蓮台寺                                         | 南伊豆町自主運行バス |
| 7      | 東海バス   | 下田海中水族館線               | S50：海中水族館                                          | |
| 8      | 東海バス   | 蓮台寺・大沢口線               | S38：下田中学校                                          | |
| 8      | 東海バス   | 須崎・爪木崎線                 | S43：下田中学校                                          | |
| 8      | 東海バス   | 堀切線                         | - S45：下田中学校 - S46・S47：堀切                       | |
| 8      | 東海バス   | 金原車庫線                     | S48：下田中学校                                          | |
| 8      | 東海バス   | 田牛線                         | S57：下田中学校                                          | 下田市自主運行路線 |
| 9      | 東海バス   | 稲取高校上線                   | S05：稲取高校上                                          | 朝運転 |
| 9      | 東海バス   | 板戸一色線                     | - S31：板戸一色 - S32：河津駅                            | 「S32」は修善寺駅方面へ連絡。また、1日1本運転 |
| 10     | 東海バス   | 須崎・爪木崎線                 | - S40：爪木崎 - S41：須崎海岸                            | |

## ギャラリー

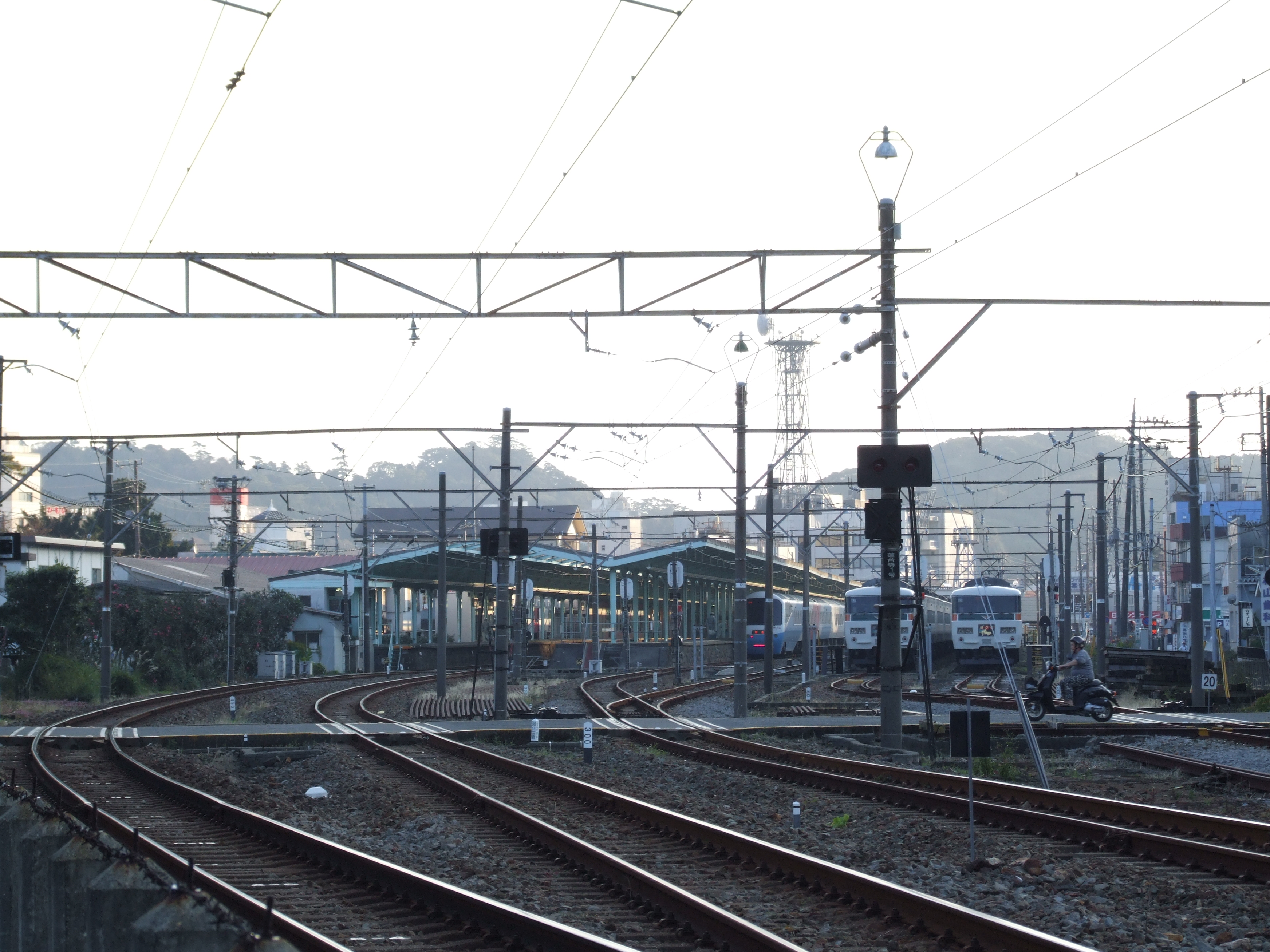
構内
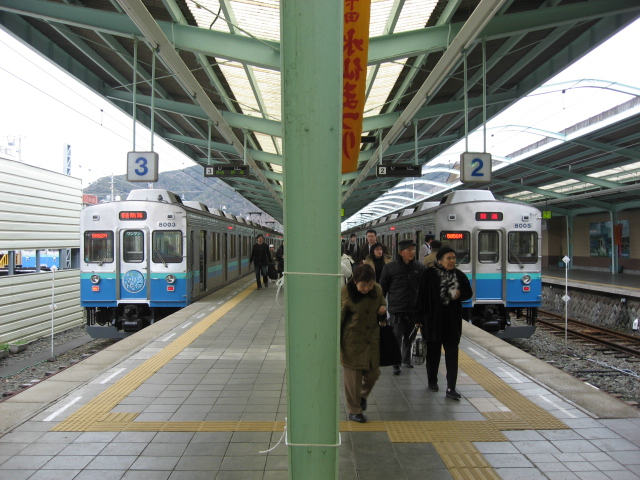
ホーム
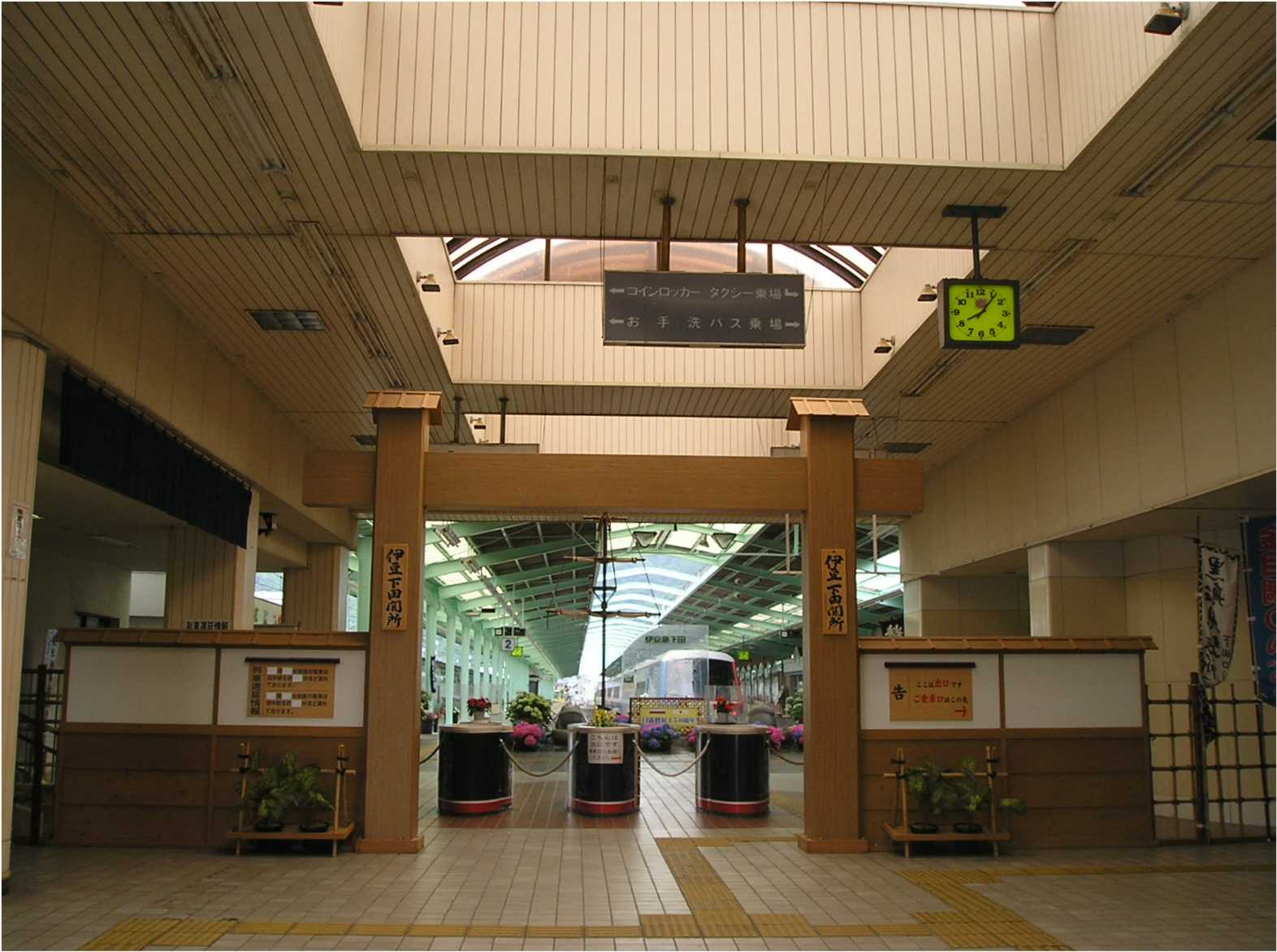
改札風景。関所を模した外観を持つ。
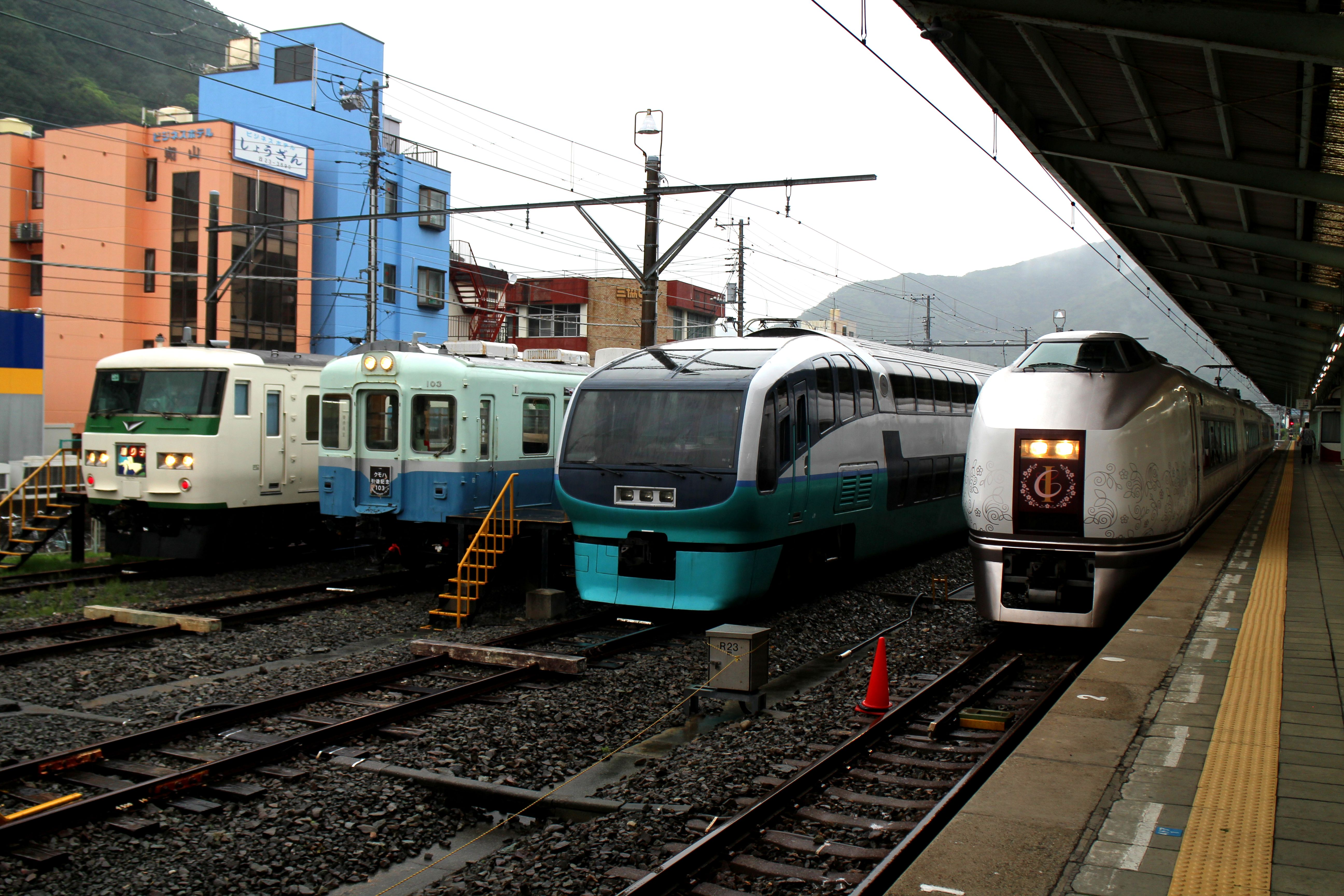
留置線（イベント開催時）
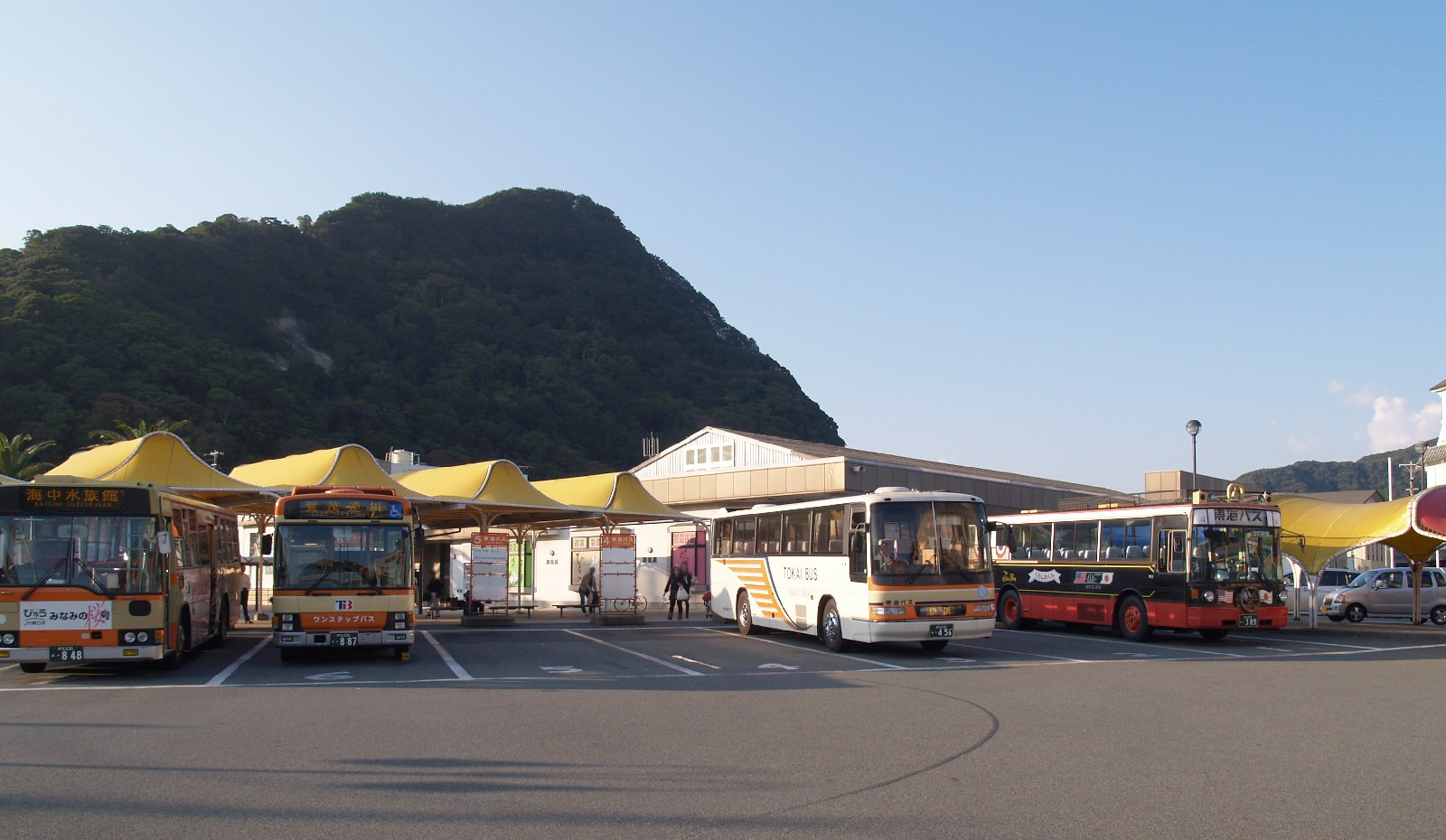
バスターミナル（2008年11月）
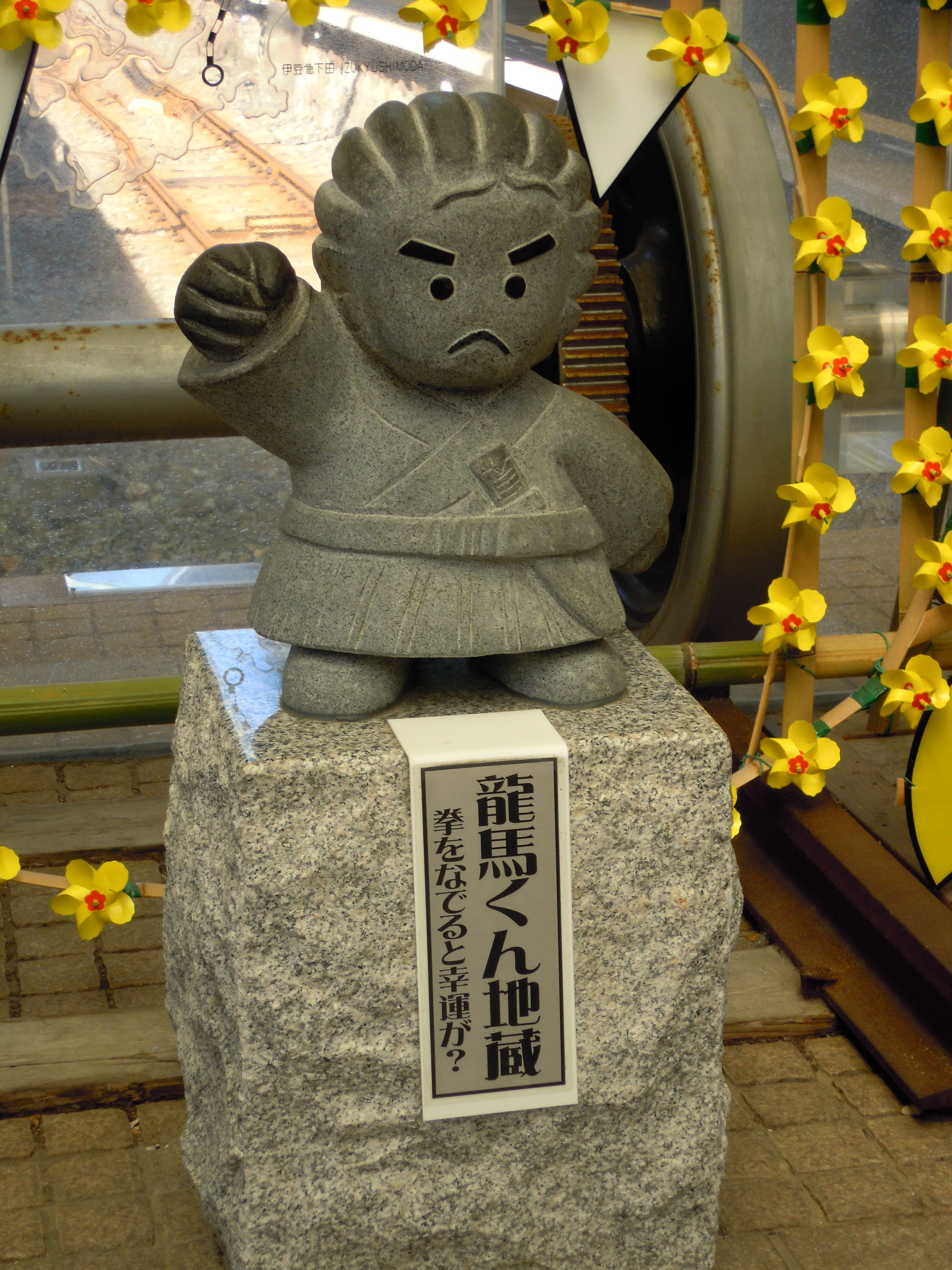
駅構内の龍馬くん地蔵（2013年3月）
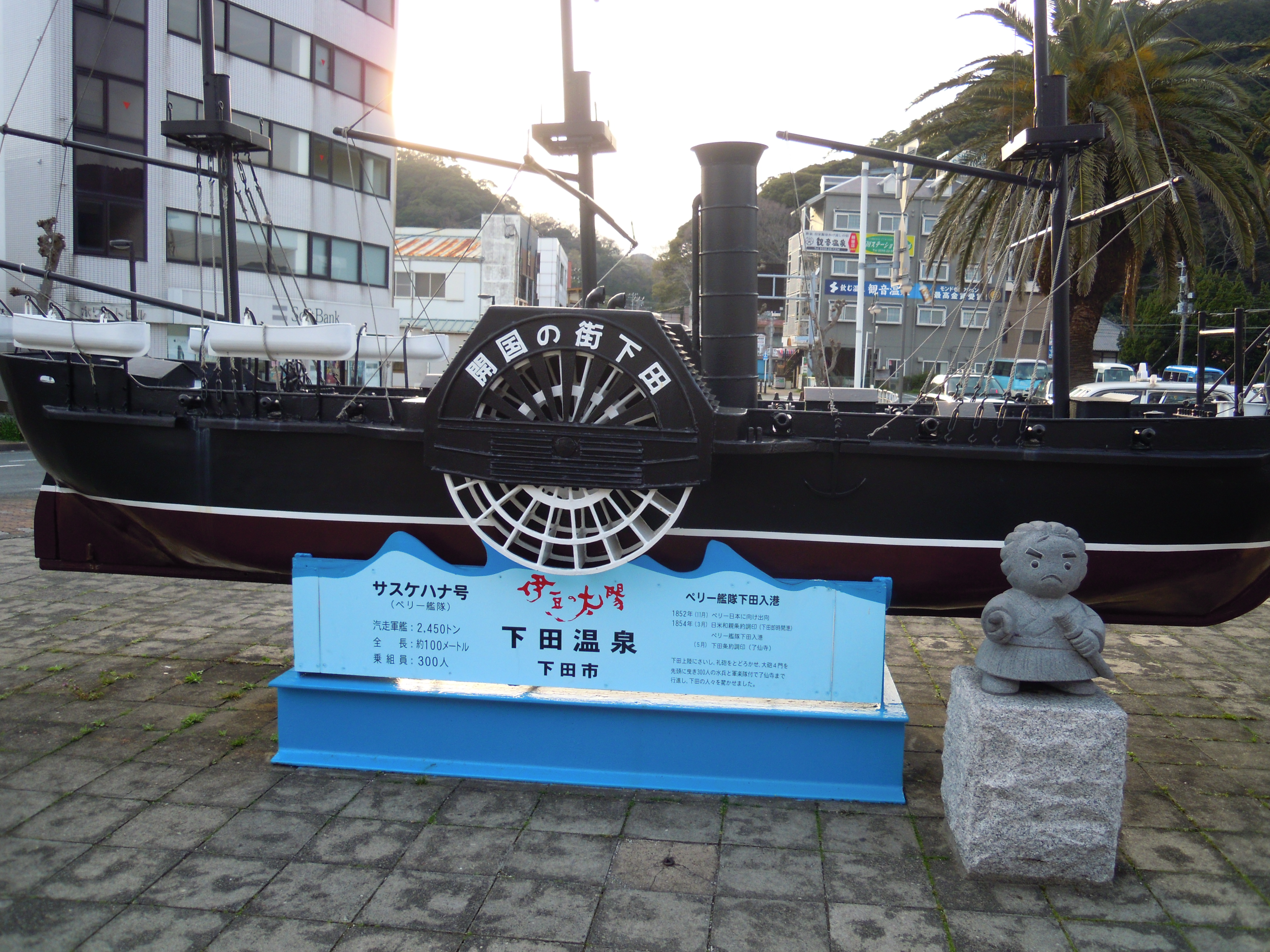
駅前の黒船模型（サスケハナ号）
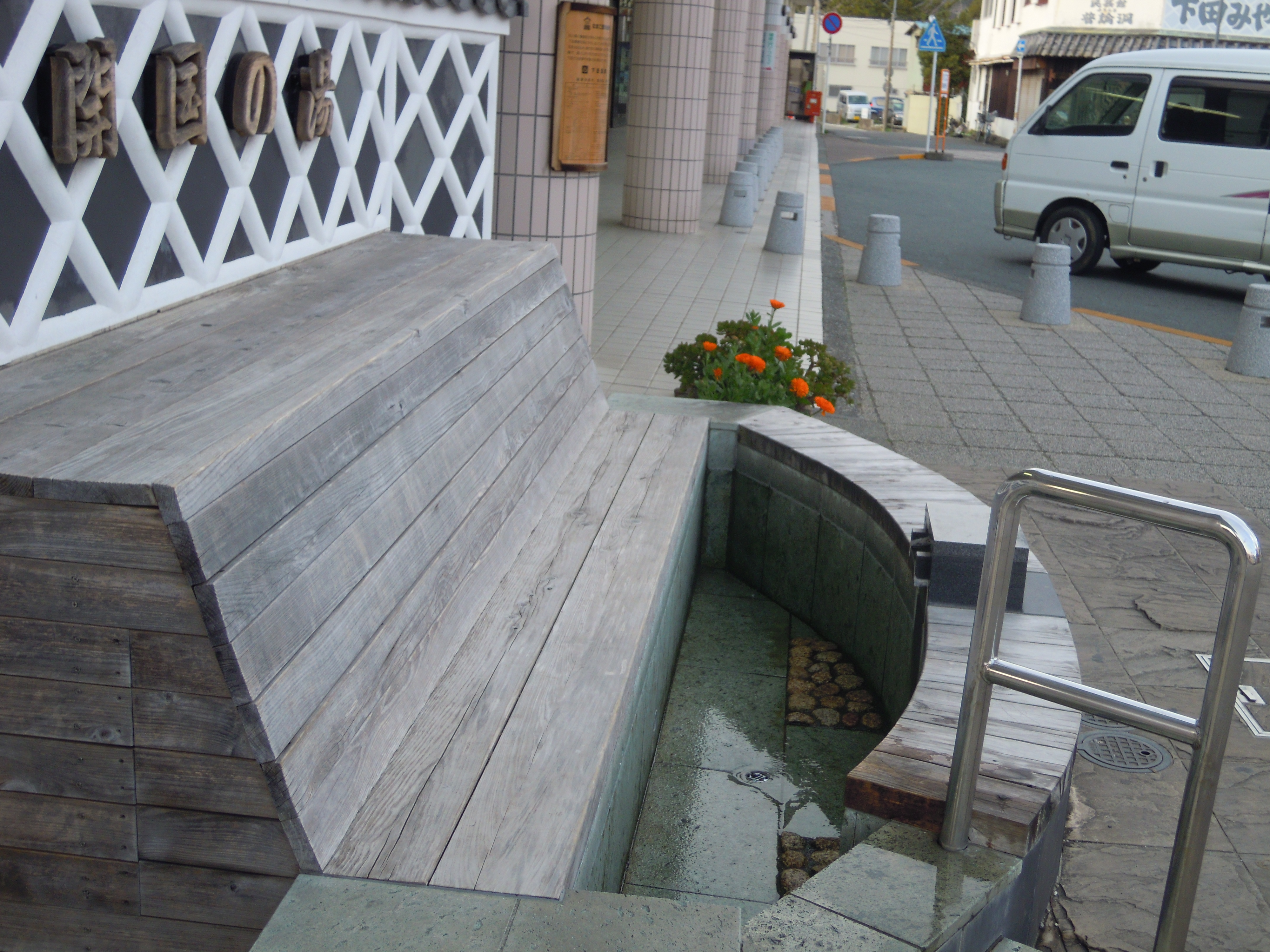
駅前の足湯（利用時間：10時～17時）

## 隣の駅
※特急「踊り子」「サフィール踊り子」の隣の停車駅は列車記事を参照。
伊豆急行
 伊豆急行線
蓮台寺駅 (IZ15) - 伊豆急下田駅 (IZ16)

### 記事本文
1. ↑  森信勝 「静岡県鉄道興亡史」（静岡新聞社、1997年12月27日初版発行）(ISBN 4783813671 / ISBN 978-4783813675) p.306
2. ↑  原武史『昭和天皇御召列車全記録』新潮社、2016年9月30日、136頁。ISBN 978-4-10-320523-4。
3. ↑  『JTB時刻表 2025年3月号』JTBパブリッシング、2025年、263頁。
4. ↑  金目鯛の塩焼き弁当 駅弁情報
5. ↑  あぶりさんまの棒寿司 駅弁情報

### 利用状況
静岡県統計年鑑
1. ↑  静岡県統計年鑑1993（平成5年） (PDF)
2. ↑  静岡県統計年鑑1994（平成6年） (PDF)
3. ↑  静岡県統計年鑑1995（平成7年） (PDF)
4. ↑  静岡県統計年鑑1996（平成8年） (PDF)
5. ↑  静岡県統計年鑑1997（平成9年） (PDF)
6. ↑  静岡県統計年鑑1998（平成10年） (PDF)
7. ↑  静岡県統計年鑑1999（平成11年） (PDF)
8. ↑  静岡県統計年鑑2000（平成12年） (PDF)
9. ↑  静岡県統計年鑑2001（平成13年） (PDF)
10. ↑  静岡県統計年鑑2002（平成14年） (PDF)
11. ↑  静岡県統計年鑑2003（平成15年） (PDF)
12. ↑  静岡県統計年鑑2004（平成16年） (PDF)
13. ↑  静岡県統計年鑑2005（平成17年） (PDF)
14. ↑  静岡県統計年鑑2006（平成18年） (PDF)
15. ↑  静岡県統計年鑑2007（平成19年） (PDF)
16. ↑  静岡県統計年鑑2008（平成20年） (PDF)
17. ↑  静岡県統計年鑑2009（平成21年） (PDF)
18. ↑  静岡県統計年鑑2010（平成22年） (PDF)
19. ↑  静岡県統計年鑑2011（平成23年） (PDF)
20. ↑  静岡県統計年鑑2012（平成24年） (PDF)
21. ↑  静岡県統計年鑑2013（平成25年） (PDF)
22. ↑  静岡県統計年鑑2014（平成26年） (PDF)
23. ↑  静岡県統計年鑑2015（平成27年） (PDF)
24. ↑  静岡県統計年鑑2016（平成28年） (PDF)
25. ↑  静岡県統計年鑑2017（平成29年） (PDF)
26. ↑  静岡県統計年鑑2018（平成30年） (PDF)
27. ↑  静岡県統計年鑑2019（令和元年） (PDF)
28. ↑  静岡県統計年鑑2020（令和2年） (PDF)